# Olympia 76 (album de Gilbert Bécaud)
Albums de Gilbert Bécaud
Hier et Aujourd'hui L'amour c'est l'affaire des gens
(1976)
Olympia 76 est un double LP de Gilbert Bécaud sorti en 1975 (2 x 30cm - PATHÉ MARCONI / EMI 2 C 182-14231/32).
Orchestrations de Raymond Bernard, Christian Chevallier et Christian Gaubert.

## Disque 1
1. Seul sur son étoile (Maurice Vidalin/Gilbert Bécaud)
2. Le Gitan qui rit tout le temps (Maurice Vidalin/Gilbert Bécaud)
3. L'Homme et la Musique (Pierre Delanoë/Gilbert Bécaud)
4. Dimanche à Orly (Pierre Delanoë/Gilbert Bécaud)
5. La Première Cathédrale (Frank Thomas/Gilbert Bécaud)
6. Les Amoureux du monde (Louis Amade/Gilbert Bécaud)
7. Le Bal masqué (Pierre Delanoë/Gilbert Bécaud)
8. L'Indien (Maurice Vidalin/Gilbert Bécaud)
9. Le Dernier Homme (Pierre Delanoë/Gilbert Bécaud)

## Disque 2
1. Monsieur Winter go home (Maurice Vidalin/Gilbert Bécaud)
2. Rosy and John (Maurice Vidalin/Gilbert Bécaud)
3. L'Absent (Louis Amade/Gilbert Bécaud)
4. Un homme heureux (Maurice Vidalin/Gilbert Bécaud)
5. Le Ciel (Maurice Vidalin/Gilbert Bécaud)[1]
6. Quand Jules est au violon (Maurice Vidalin/Gilbert Bécaud)
7. La solitude ça n'existe pas (Pierre Delanoë/Gilbert Bécaud)
8. Un peu d'amour et d'amitié (Louis Amade/Gilbert Bécaud)
9. Present Blues 75 (instrumental) (Gilbert Sigrist)
10. Et maintenant (Pierre Delanoë/Gilbert Bécaud)